# Laura Robson
Laura Robson (Melbourne, Victoria; 21 de enero de 1994) es una extenista británica de origen australiano. En 2008 ganó el Campeonato Femenino Junior de Wimbledon a la edad de 14 años y alcanzó las finales del Campeonato Femenino Junior del Abierto de Australia en 2009 y 2010. Ganó su primer torneo profesional ITF en noviembre de 2008. Ha alcanzado su mayor clasificación el 8 de julio de 2013 en el puesto número 27.
En 2012 obtuvo una medalla de plata junto a Andy Murray en la categoría de dobles mixtos en los Juegos Olímpicos de Londres 2012 además de tener su mejor desempeño en un Grand Slam, exactamente en el Abierto de los Estados Unidos 2012 en el que llegó a cuarta ronda, convirtiéndose así en la primera británica desde Samantha Smith en Wimbledon 1998 en lograr tal hazaña. Además llegó a la final del Torneo de Cantón, en China, con lo cual se convirtió en la primera británica en 22 años en llegar a una final de un torneo de la WTA.

## Infancia y carrera junior
Robson, nacida el 21 de enero de 1994 en Melbourne, Australia, es la tercera hija de Andrew, un ejecutivo de la empresa Royal Dutch Shell y Kathy Robson, mánager y jugadora de baloncesto profesional. Cuando tenía 18 meses, su familia se mudó a Singapur y con 6 años, se marcharon al Reino Unido. De acuerdo con sus padres, ella empezó a jugar al tenis "tan pronto puso sostener una raqueta" y animada por ellos con solo 7 años ingresó en una academia de tenis juvenil. Con 10 firmó con la Compañía de Representantes Octagon, con 11 años firmó un contrato con Adidas y también firmó con la empresa fabricante de raquetas Wilson. Después de probar con varios entrenadores, entre ellos el jefe de la Lawn Tennis Association, Carl Maes, ella eligió entrenar con Martijn Bok en 2007. Robson también practica en el National Tennis Centre de Londres, bajo la atenta mirada de Bok, Maes y el encargado del tenis femenino del centro, Nigel Sears. Compaginó el tenis con clases particulares en su casa.
Laura Robson tuvo su primer torneo junior en mayo de 2007, viniendo desde la fase de clasificación, siendo eliminada en cuartos de final. Llegó a la final de otros dos torneos, ganando su primer título en octubre de ese mismo año. En la primera mitad de 2008, Laura llegó a la final de otros tres torneos, pero también fue eliminada en la tercera ronda en otros tres torneos consecutivos.
Su primera gran victoria fue en el Campeonato Femenino Junior de Wimbledon de 2008. Sin ser una jugadora cabeza de serie, se abrió camino hasta el título venciendo entre las jugadoras, a la sembrada número uno Melanie Oudin en segunda ronda. En la final, venció a la tailandesa Noppawan Lertcheewakarn, tercera sembrada del torneo, por parciales de 6-3, 3-6 y 6-1. Su victoria la convirtió en la primera británica en ganar dicho torneo desde Annabel Croft en 1984 y la prensa inglesa la denominó la nueva maestra del tenis británico, siendo apodada la Reina de Wimbledon.
Tras un breve período lejos de las canchas, Robson volvió al circuito junior, pero fue eliminada en la segunda ronda de un torneo en el mes de diciembre. En ese mismo mes jugó su último torneo junior de 2008, el Orange Bowl, en donde se tuvo que retirar en instancias de tercera ronda debido a problemas estomacales. Al final del año, fue nominada a Personalidad Joven Deportiva del Año de la BBC, pero perdió frente a la nadadora paralímpica Eleanor Simmonds.
Para el año siguiente, Robson entró en el Campeonato Femenino Junior del Abierto de Australia 2009 como la quinta sembrada. En su camino eliminó a la cuarta cabeza de serie, la rumana Elena Bogdan y en semifinales se enfrentó y ganó otra vez a la tailandesa Noppawan Lertcheewakarn. En la final perdió contra la rusa Ksenia Pervak en sets corridos. Robson atribuyó su derrota a la gran resistencia física de la rusa, su mánager Martijn Bok afirmó: «todo el mundo tiene que tener paciencia con ella». Después del torneo, empezó a entrenar con Gil Reyes, el exentrenador de Andre Agassi.
De cara al Campeonato Femenino Junior de Roland Garros, Robson era la máxima favorita al título al ser la cabeza de serie número uno. Al final, no cumplió las expectativas, siendo eliminada en segunda ronda en sets corridos frente a la polaca Sandra Zaniewska.
Llegó al Campeonato Femenino Junior de Wimbledon como la segunda sembrada, en la defensa de su corona del año anterior. Sin embargo, al igual que en Roland Garros, no tuvo mucha suerte y se fue eliminada en tercera ronda a manos de la holandesa Quirine Lemoine en un partido de tres sets, en el cual el último de ellos se decidió por un ajustado 8-6 a favor de la de los Países Bajos.
En el mismo año, participó en el Campeonato Femenino Junior del Abierto de los Estados Unidos. Sin ser cabeza de serie ya que estaba empezando a centrarse en su carrera como profesional, llegó hasta semifinales siendo derrotada por la rusa Yana Buchina por 6-1, 3-6 y 5-7 en un partido que fue jugado inmediatamente después del partido de cuartos de final, debido a la demora por lluvia que en el torneo se había generado.
En el año 2010, en categoría junior, sólo participó en torneos de Grand Slams. En el Campeonato Femenino Junior de Australia entró sin ser cabeza de serie al igual que en el Abierto de Estados Unidos del año anterior. Llegó hasta la final, venciendo en semifinales a Kristyna Plíšková de la República Checa en dos sets. En la final, enfrentó a Karolína Plíšková, la hermana gemela de Kristyna en donde corrió distinta suerte y cayó por parciales de 1-6 y 6-7(5).
En el Campeonato Femenino Junior de Wimbledon siendo la octava sembrada a través de una invitación para el torneo, se hizo camino hasta las semifinales sin perder ningún set. Pero en semifinales cayó ante la japonesa Sachie Ishizu por 5-7 y 6-7(5).
El Campeonato Junior Femenino del Abierto de los Estados Unidos fue su último torneo en categoría junior. Siendo nuevamente la octava clasificada, llegó hasta la instancia de tercera ronda, cayendo en sets corridos frente a la estadounidense Robin Anderson, poniendo así fin a su trayectoria como tenista junior.

## Carrera profesional

### 2008

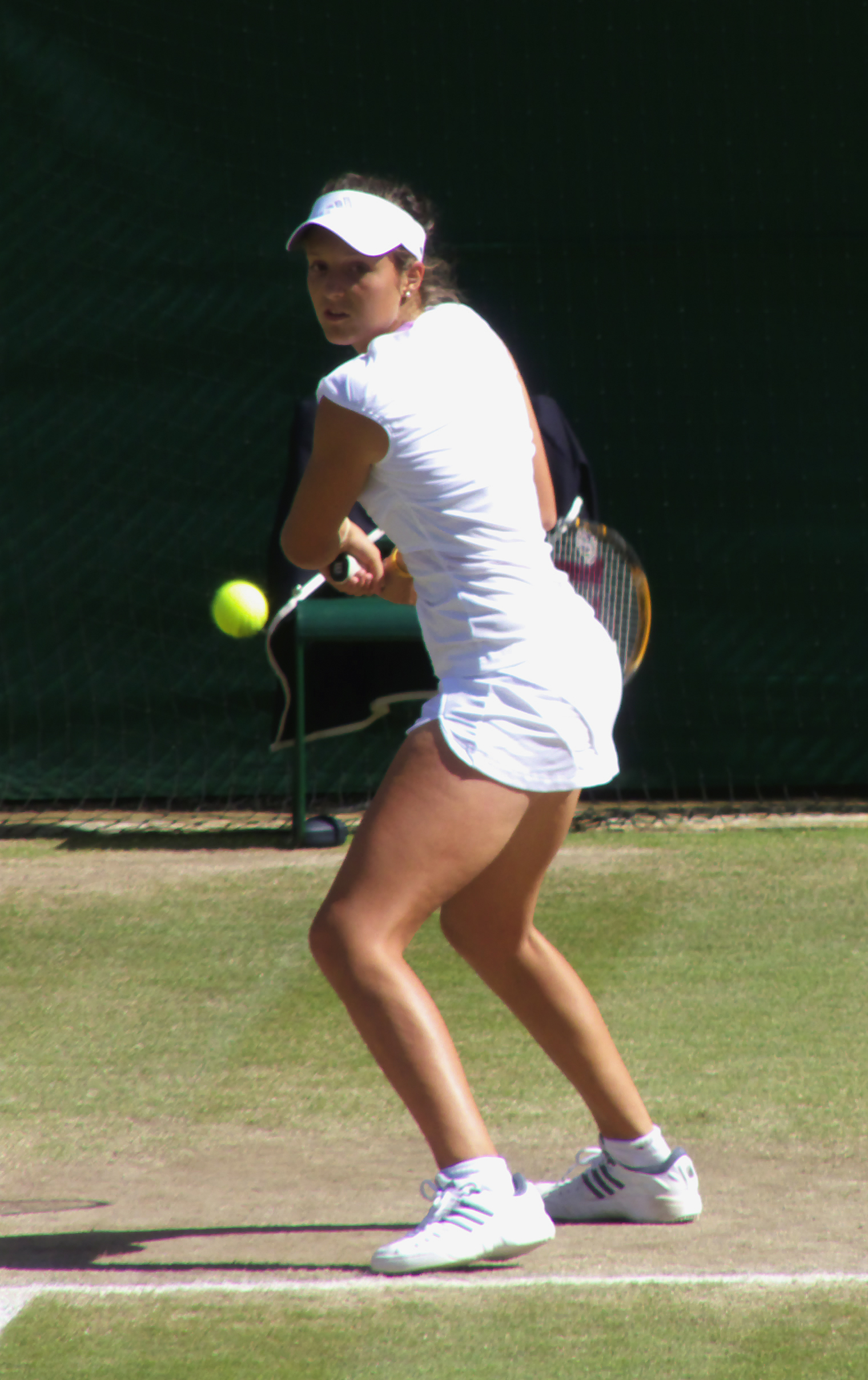
Laura Robson en el Campeonato Junior Femenino de Wimbledon 2008, donde sería campeona.

Tras el exitoso torneo de Wimbledon en categoría junior, Laura hizo su debut en el profesionalismo en el Torneo de Limoges, en Francia perteneciente a la categoría ITF de $10.000. Ganó dos partidos de las rondas preliminares y el partido de primera ronda, pero tuvo que retirarse debido a una lesión en el hombro cuando enfrentaba en la segunda ronda a la rusa Marina Melnikova.
Posteriormente, Robson recibió una invitación para participar en otro torneo de la categoría ITF de $75.000 celebrado en la ciudad de Shrewsbury, Inglaterra. Venció en las primeras dos rondas a las también anteriores campeonas de Wimbledon, Urszula Radwańska y Tzipi Obziler, pero perdió en semifinales contra la estonia Maret Ani. Un par de semanas después recibió nuevamente una invitación para participar en un torneo de $50.000 en Barnstaple, también en Inglaterra, siendo derrotada en primera ronda por la alemana Angelique Kerber en tres sets.
En la recta final de temporada, recibió una invitación para disputar el Torneo de Luxemburgo, su primer torneo como miembro de la WTA. Cayó en la primera ronda ante la checa Iveta Benešová en tres sets.
En su último torneo de la temporada, en el torneo ITF de $10.000 de Sunderland 2, alzó su primer título en el profesionalismo, al vencer en la final a su compatriota Samantha Vickers por parciales de 6-3 y 6-2.
Con sólo 14 años y sólo un torneo de la WTA disputado en el año, terminó la temporada en la posición número 559 y con un balance de 9 victorias y 4 derrotas.

### 2009
En esta temporada, Laura participó principalmente la primera mitad del año en el circuito junior, teniendo como registro sólo un torneo ITF de $25.000 en Grado, Italia. En ese torneo, fue eliminada en primera ronda frente a la australiana Sophie Ferguson en tres sets. El 9 de junio, Wimbledon anunció que Laura Robson recibiría una invitación para participar del cuadro principal de las damas en Wimbledon 2009, convirtiéndose en la jugadora más joven en participar de la cita desde que lo hiciera Martina Hingis en el año 1995. En su primer partido tuvo que enfrentarse a la sembrada número 32, ex número 5 del mundo y cuartofinalista de Wimbledon 2002, la eslovaca Daniela Hantuchová. El resultado fue favorable para Hantuchová por parciales de 6-3, 4-6 y 2-6, despidiéndose Robson en primera ronda. También participó en la modalidad de dobles de Wimbledon 2009 junto a la británica Georgie Stoop, con la que llegó hasta instancias de segunda ronda, donde fueron eliminadas por las cabezas de serie número 16, la rusa Svetlana Kuznetsova y la francesa Amélie Mauresmo en sets corridos.

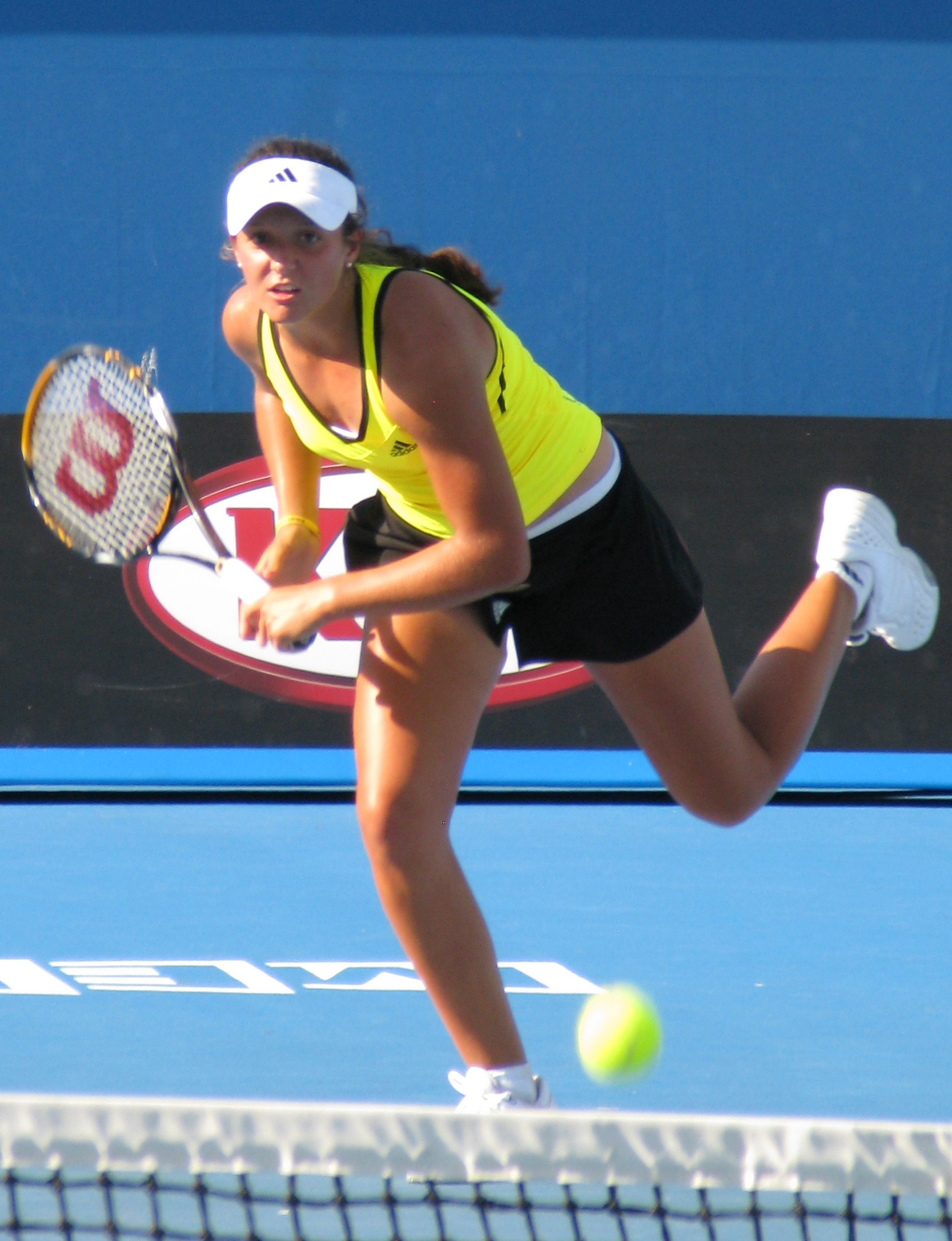
Laura Robson en el Campeonato Junior Femenino del Abierto de Australia 2009.

Posteriormente tuvo participación en un par de torneos ITF, en el cual no tuvo mucha suerte. En el primero de ellos cayó en la segunda ronda de la fase de clasificación y en el segundo viniendo desde la fase de clasificación, cayó en primera ronda.
En el mes de agosto, Robson recibió una invitación para formar parte del cuadro de la fase de clasificación para el Abierto de Estados Unidos 2009. En el partido de primera ronda, venció en sets corridos a la francesa Stephanie Foretz Gacon. En segunda ronda derrotó a Aniko Kapros también en sets corridos. En la tercera ronda de clasificación, corrió distinta suerte, cayó frente a la checa Eva Hrdinová por parciales de 6-7 (6), 6-4 y 6-7 (4), después de estar arriba 4-1 en el tercer set.
A la fase de clasificación del Abierto de los Estados Unidos, le siguieron dos torneos indoor ITF de $50.000, el torneo de Barnstaple y el torneo de Joué-lès-Tours. En ambos, Laura no tuvo una buena participación, ya que se fue eliminada en primera ronda en ambos torneos.
Su siguiente cita fue el Torneo de Luxemburgo, en el cual debía arrancar desde la fase de clasificación. En la primera ronda de la fase venció en sets corridos a la checa Zuzana Ondrášková. En segunda ronda venció a Julia Gorges también en sets corridos, la que fue su primera víctima perteneciente al Top 100. Ya en la ronda final de la clasificación, cayó al igual que en sus dos partidos anteriores, en sets corridos frente a la italiana Maria Elena Camerin por parciales de 3-6 y 4-6.
En la recta final de temporada, Laura participó de dos torneos ITF más, ambos de $50.000 y en pista indoor. En el primero de ellos, en Nantes, Francia fue eliminada en primera ronda. En el segundo y último de la temporada, el Minsk 2 de Bielorrusia, tuvo una destacada participación. En primera ronda batió a la ucraniana Yuliya Beygelzimer por 6-3 y 6-2. En segunda ronda se deshizo de otra ucraniana, Tetyana Arefyeva por parciales de 6-0 y 6-4. Ya en cuartos de final caería ante Vitalia Diatchenko de Rusia en sets corridos.
Ya habiendo disputado su primer Grand Slam en Wimbledon y la fase de clasificación del Abierto de los Estados Unidos, Laura terminó esta temporada en la posición 419 de la clasificación general de la WTA y con un balance de 9 victorias y 10 derrotas.

### 2010

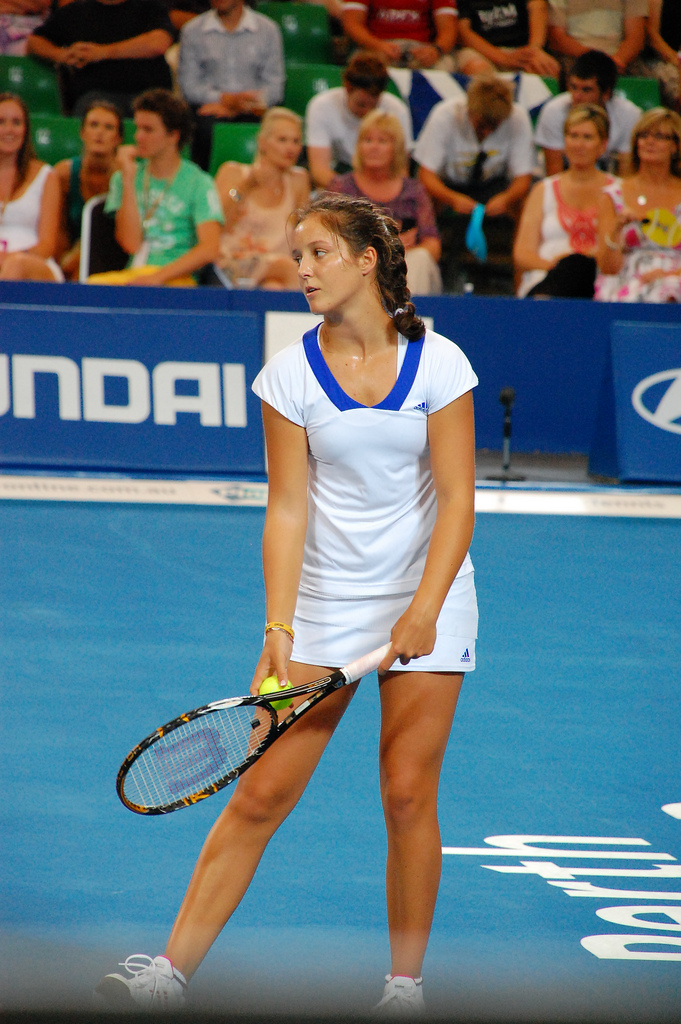
Laura Robson en la Copa Hopman 2010.

Robson comenzó el 2010 haciendo pareja con su compatriota Andy Murray formando el equipo del Reino Unido para participar en la Copa Hopman 2010, quedando emplazados en el Grupo B de la competición junto a Kazajistán, Alemania y Rusia. En su primera serie frente al equipo kazajo, Laura perdió su partido de individuales frente a Yaroslava Shvedova en tres sets aunque la serie quedaría a favor del Reino Unido por 2 a 1 al vencer en el dobles mixtos también en tres sets. Contra Alemania, de nuevo Robson perdió su partido de individuales frente a Sabine Lisicki por 6-7 (5) y 3-6 aunque terminaron ganando la serie nuevamente por 2 a 1 al imponerse en el dobles mixtos en sets corridos. En el último partido del grupo contra Rusia, por tercera vez Laura terminó cayendo en el partido de individuales frente a Elena Dementieva por 4-6 y 0-6, sin embargo, por tercera vez se impondrían en el dobles mixtos y ganarían la serie por 2 a 1 asegurando la presencia del equipo británico en la final del certamen por primera vez. En la final se enfrentaron al equipo de España compuesto por María José Martínez Sánchez y Tommy Robredo. Irónicamente, Laura Robson consiguió frente a la española su única victoria de individuales del torneo al vencerla por parciales de 6-1 y 7-6 (6), sin embargo, tras la derrota de Murray frente a Robredo y a la única derrota del equipo británico en el dobles mixtos en sets corridos frente al equipo español, se quedaron a las puertas de alzarse con el título.
Posteriormente, Robson recibió una invitación para participar de la fase de clasificación del Abierto de Australia 2010. Se enfrentó en la primera ronda de la fase a Sophie Ferguson derrotándola en tres sets. En la siguiente ronda, cayó ante Michaella Krajicek en sets corridos. Sin embargo recibió una invitación para participar en el cuadro principal del dobles femenino del Abierto de Australia asociándose a la australiana Sally Peers. En primera ronda derrotaron a la pareja estadounidense compuesta por Jill Craybas y Abigail Spears en dos sets. En segunda ronda se deshicieron de Chuang Chia-jung y Květa Peschke nuevamente en sets corridos. La racha no parecía acabarse y en tercera ronda dejaron en el camino a Vera Dushevina y Anastasiya Rodiónova con un doble 6-3. Pero en los cuartos de final se toparon con la pareja compuesta por María Kirilenko y Agnieszka Radwańska, contra las que cayeron por un contundente 4-6 y 1-6, llegando así a su fin su aventura en el dobles de la cita australiana.
Le siguieron al Abierto de Australia, participaciones en torneos ITF de $25.000 en pista de arcilla, primero en Jackson, Estados Unidos donde fue eliminada en primera ronda y luego en Osprey, en el mismo país donde fue eliminada en segunda ronda. Posteriormente, Robson disputó el ITF de $50.000 en Dothan, nuevamente en Estados Unidos, donde tuvo una destacada participación, ya que desde la fase de clasificación, llegó hasta semifinales donde cayó frente a la rumana Edina Gallovits-Hall en sets corridos. Luego en el ITF de $50.000 de Charlotesville llegó hasta cuartos de final. El siguiente torneo de Laura sería la fase de clasificación del Torneo de Estrasburgo donde no tuvo buena participación, cayendo en la primera ronda de la fase.
En el mes de junio, Laura disputó el Torneo de Birmingham, en el cual comenzó desde la fase de clasificación. Allí, venció a la rusa Nina Bratchikova en tres sets en la primera ronda y luego a la también rusa Vitalia Diatchenko por 6-3 y 4-0 y ret. Esto le permitió acceder al cuadro principal del torneo en donde se enfrentó a Stefanie Voegele, a la cual derrotó por 6-4 y 0-1 y ret. accediendo a la segunda ronda. Se enfrentó a Yanina Wickmayer contra la cual fue derrotada por parciales de 5-7 y 4-6. Una semana después y mediante una invitación, disputó el Torneo de 's-Hertogenbosch en donde cayó en su debut en primera ronda del cuadro principal frente a Dominika Cibulkova por 3-6 y 4-6.

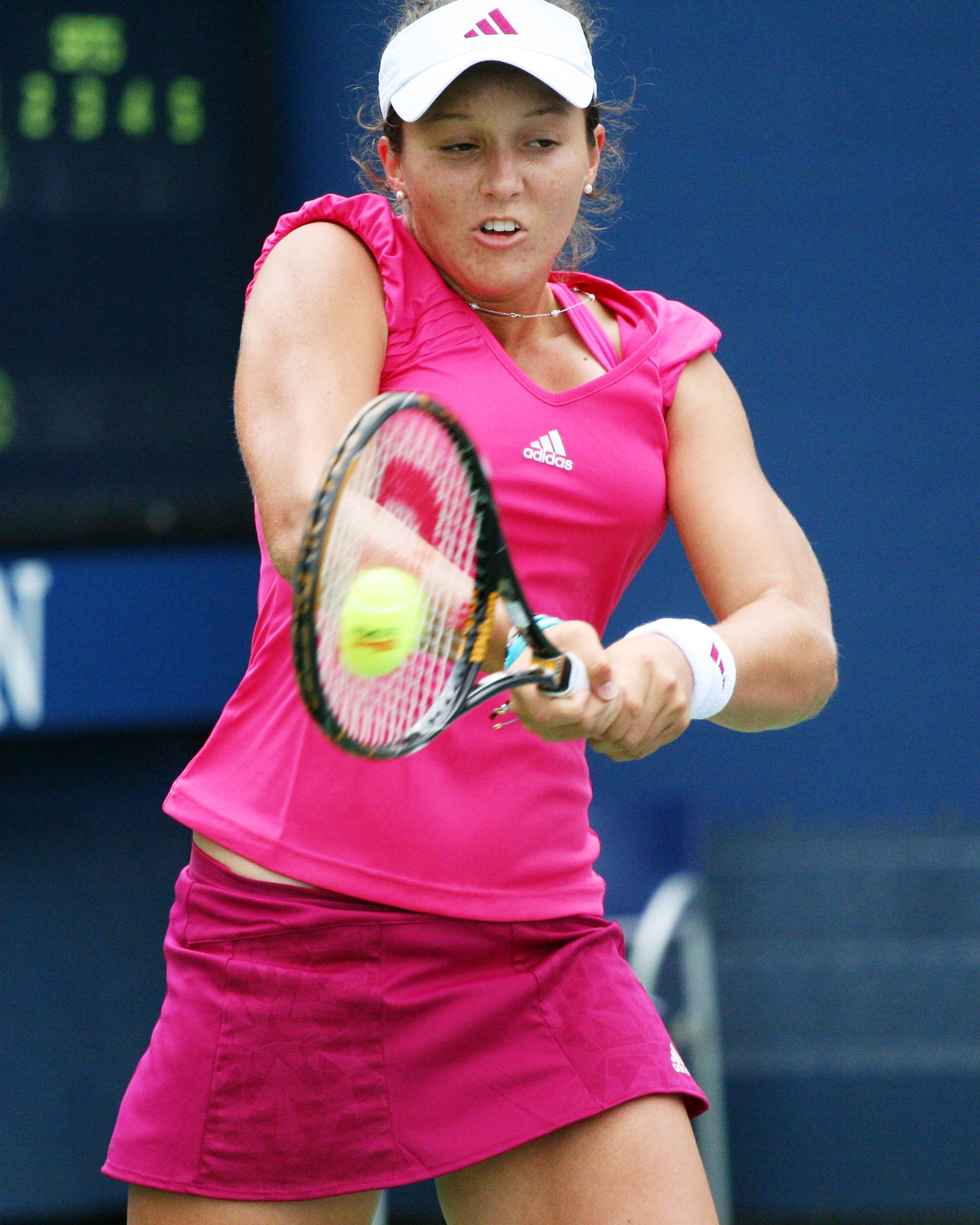
Laura Robson en el Abierto de los Estados Unidos 2010.

Por segundo año consecutivo, Robson recibió una invitación para el cuadro principal de Wimbledon en donde se tuvo que medir ante la número 3 del mundo y cuarta cabeza de serie, la serbia Jelena Jankovic. Laura terminó perdiendo el partido por 3-6 y 6-7 (5). A Wimbledon le siguió su participación en el torneo ITF de $25.000 en Woking, Inglaterra, llegando a cuartos de final donde cayó ante Timea Babos en tres sets.
Laura se presentó a finales de agosto a la fase de clasificación del Abierto de los Estados Unidos. En primera ronda venció a Jelena Dokić en sets corridos. En la segunda ronda derrotó también en sets corridos a Vesna Manasieva. Ya en tercera ronda, caería ante la española Nuria Llagostera por 6-2, 4-6 y 3-6. Después del Abierto de los Estados Unidos disputó el Torneo de Tokio arrancando desde la fase previa. En primera ronda venció a Anastasija Sevastova y en segunda a Simona Halep, ambos partidos en tres sets. En primera ronda del cuadro principal se enfrentó a Gréta Arn con la que perdió por parciales de 4-6 y 3-6.
Ya en la recta final de temporada, disputó su penúltimo torneo en el ITF Tokio 3 de $100.000. En la primera ronda venció a Christina McHale en tres sets pero en la siguiente ronda ante Séverine Brémond Beltrame, se tuvo que retirar en el segundo set cuando el marcador estaba 3-6 y 1-0. Su último torneo fue el Torneo de Osaka en donde, desde la clasificación se hizo espacio en el cuadro principal. Allí cayó en primera ronda ante la eventual finalista del torneo, la japonesa Kimiko Date-Krumm por un doble 6-3.
Con la experiencia de haber entrado a los cuadros principales de un aceptable número de torneos de la WTA y habiendo disputado nuevamente un torneo de Grand Slam, Laura Robson terminó la temporada como 206 del mundo y con un registro de 22 victorias y 14 derrotas.

### 2011
El principio de la temporada 2011 no fue muy auspiciosa para Robson. Participando de la Copa Hopman 2011 con Gran Bretaña y encuadrados en el Grupo B, no ganó ningún partido a nivel de individuales ni de dobles mixtos con Andy Murray frente a los equipos de Estados Unidos, Francia e Italia. Aún más fue su mala fortuna, que en el partido de dobles mixtos frente a los estadounidenses, la última serie del grupo, sufrió una lesión muscular que la obligó como medida de precaución a abandonar la competición. Incluso su regreso a las pistas no se dio hasta el mes de marzo por una lesión en una segunda competencia.
Ya en el mes de marzo, Laura participó de un par de torneos ITF, el primero de $25 000 en Kunming y luego uno de $50 000 en Wenshan, ambos en China, teniendo como mejor resultado los cuartos de final del segundo torneo mencionado. Ya en Estados Unidos, participó en los ITF de $50 000 en Charlottesville donde llegó a segunda ronda y en Indian Harbour Beach en Florida, donde tuvo un buen rendimiento que le permitió acceder hasta las semifinales en donde cayó por 6-4, 4-6 y 1-6 frente a la local Alison Riske.
En la temporada de césped, participó del ITF de $75.000 de Nottingham por medio de una invitación y del ITF de $100.000 de Nottingham 2 cuyos resultados no fueron tan alentadores, cayendo en la primera ronda del primer torneo y en la ronda final de la fase de clasificación del segundo. Gracias a una invitación participó en el cuadro principal del Torneo de 's-Hertogenbosch en el cual se despidió en primera ronda al caer en dos sets ante la española Arantxa Parra.
Por tercer año consecutivo, Laura Robson recibió una invitación para participar en Wimbledon 2011, en el cual ganó su primer partido en el cuadro principal de un Grand Slam, al vencer a Angelique Kerber en primera ronda por 4-6, 7-6 (4) y 6-3. En la siguiente ronda se topó con la potencia de María Sharápova, campeona de Wimbledon en el año 2004, quinta cabeza de serie y que acabó llegando a la final del torneo, sin embargo, Robson le jugó de su mejor tenis, que la puso 3-0 y posteriormente 4-1 por sobre la rusa en el primer set, aunque al final Sharápova igualó las acciones y forzó a jugar la muerte súbita (desempate), que nuevamente Laura desaprovechó cediendo el set por 6-7 (4). Finalmente, Sharápova se llevaría el segundo set 3-6 y el partido a su favor.
En la temporada de pista dura y americana, participó en el torneo ITF de $25 000 de Woking en Gran Bretaña, donde tendría una destacada participación, llegando a la final ante la australiana nacionalizada británica Johanna Konta frente a la cual tuvo que retirarse dejando el resultado de 4-6, 1-1 y ret. Le siguieron resultados poco alentadores al caer en el torneo ITF de $100 000 de Vancouver en primera ronda y en el debut en la fase de clasificación de Cincinnati.
Al buen resultado conseguido en Wimbledon, le siguió una buena participación en el Abierto de los Estados Unidos 2011 desde donde arrancó en la fase de clasificación. En primera ronda se deshizo de la canadiense Heidi el Tabakh en dos sets, en segunda ronda de Taylor Townsend en tres sets y en la ronda final de Ling Zhang en sets corridos, clasificando al cuadro principal. En primera ronda se enfrentó a la japonesa Ayumi Morita a la que venció por 7-6 (5) y 1-0 cuando la japonesa se retiró del partido y que marcó su primera victoria frente a una jugadora del Top 50, aunque su aventura terminó en la fase siguiente al caer frente a Anabel Medina por parciales de 2-6 y 3-6.
A finales de septiembre, Robson disputó por segundo año consecutivo y gracias a una invitación el Torneo de Tokio. En primera ronda se midió ante la rumana Alexandra Dulgheru a la que venció por un doble 6-2, sin embargo, en segunda ronda corrió distinta suerte al toparse con la serbia Ana Ivanovic con la que perdió por 5-7 y 4-6.
Una semana después del Torneo de Tokio, le siguió su primer torneo Premier Mandatoy, el Torneo de Pekín, el cual empezó desde la fase de clasificación. En primera ronda de la fase se enfrentó a Petra Martic a la cual venció en sets corridos y en segunda ronda se enfrentó a Melinda Czink a la que también derrotó en tres sets para asegurarse un lugar en el cuadro principal. Allí, se tuvo que medir con Polona Hercog con la que cayó derrotada en sets consecutivos.
En la recta final de la temporada, disputó las clasificatorias del Torneo de Osaka, en Japón. Se midió frente a Su-Wei Hsieh donde cayó derrotada por 6-7 (4) y 4-6. Su último torneo fue en Barnstaple, donde hizo una buena actuación llegando a cuartos de final.
Habiendo hecho segundas rondas en Wimbledon y el Abierto de los Estados Unidos, además de sumar participaciones en cuadros principales de más torneos WTA, Laura Robson terminó en el puesto 131 de la clasificación general y con un balance de 23 victorias y 16 derrotas.

### 2012

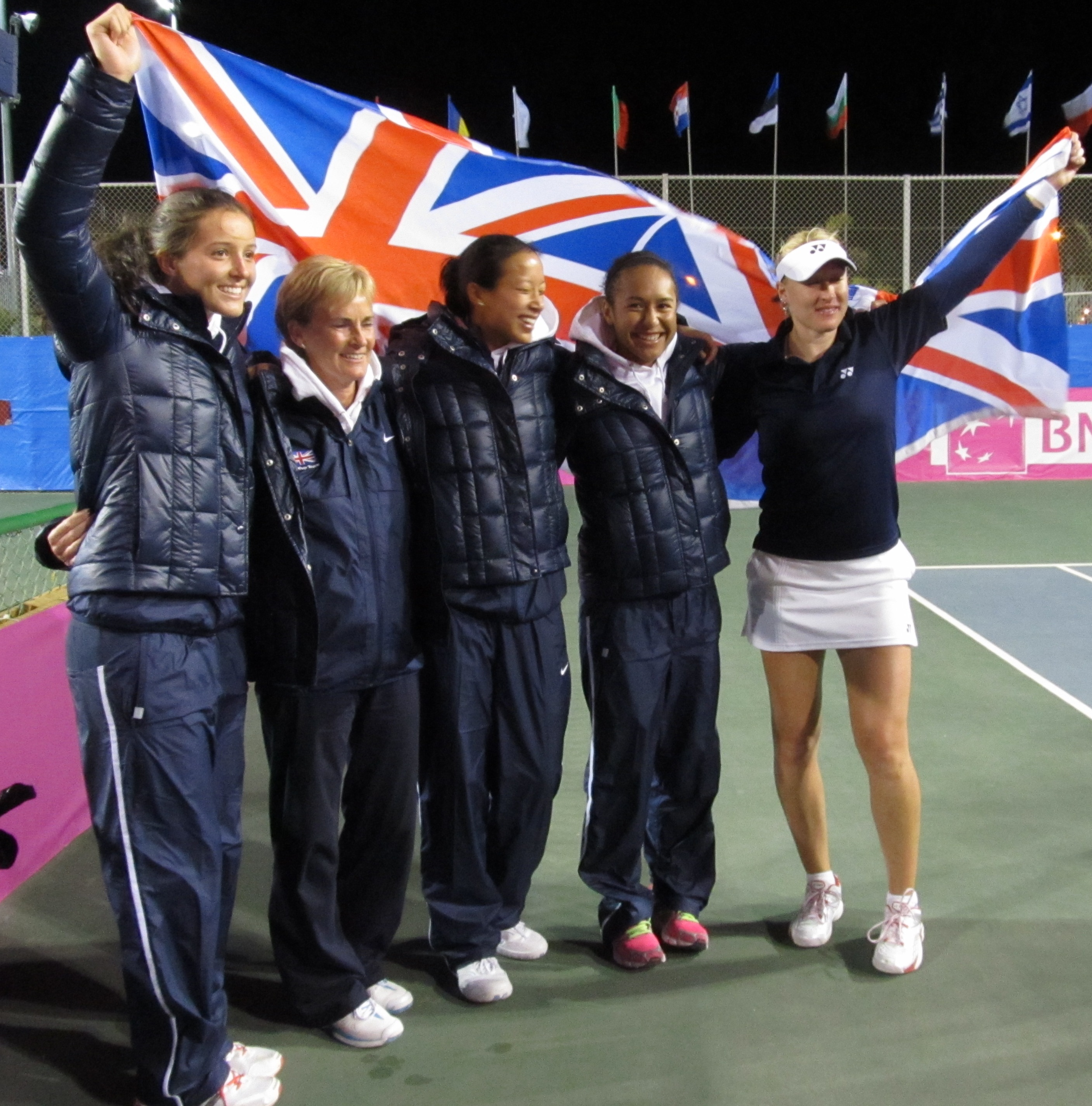
Laura Robson con el Equipo Británico de Fed Cup, después de vencer a su similar de Austria.

Comenzó clasificando al cuadro de un tercer Grand Slam (ya lo había hecho en Wimbledon 2009, 2010, 2011 y en el Abierto de los Estados Unidos 2011) en el Abierto de Australia 2012 proviniendo desde la fase de clasificación. En la primera ronda de la fase venció a Melanie Oudin, en segunda venció a Anna Floris y en la ronda final a Olga Savchuk, clasificando además al cuadro principal sin ceder un set. En la primera ronda se enfrentó a Jelena Jankovic, cayendo por un contundente 2-6 y 0-6.
En el mes de febrero participó en el Torneo de Pattaya City donde se tuvo que retirar en su partido en primera ronda y en el Torneo de Catar donde cayó ante su compatriota Anne Keothavong en la primera ronda de la fase de clasificación por un doble 1-6. En este mismo mes, Laura fue convocada para formar parte del equipo de Gran Bretaña de cara a la Fed Cup 2012 en Eilat, Israel donde jugaron en el Grupo I de la Zona Europa/África, y donde quedaron encuadrados en el Grupo C junto a Portugal, Israel y Países Bajos. Robson sólo participó de los partidos de dobles, donde junto a Heather Watson, vencieron a las tres parejas rivales y a todas en dos sets. Gran Bretaña se terminó imponiendo en las tres series del grupo y se ganó el derecho de jugar frente a Austria para acceder al repechaje por un cupo al Grupo Mundial II. En esa serie, Gran Bretaña se impuso en los partidos de individuales (y no fue necesario jugar el dobles al estar la serie definida), donde Laura no participó.

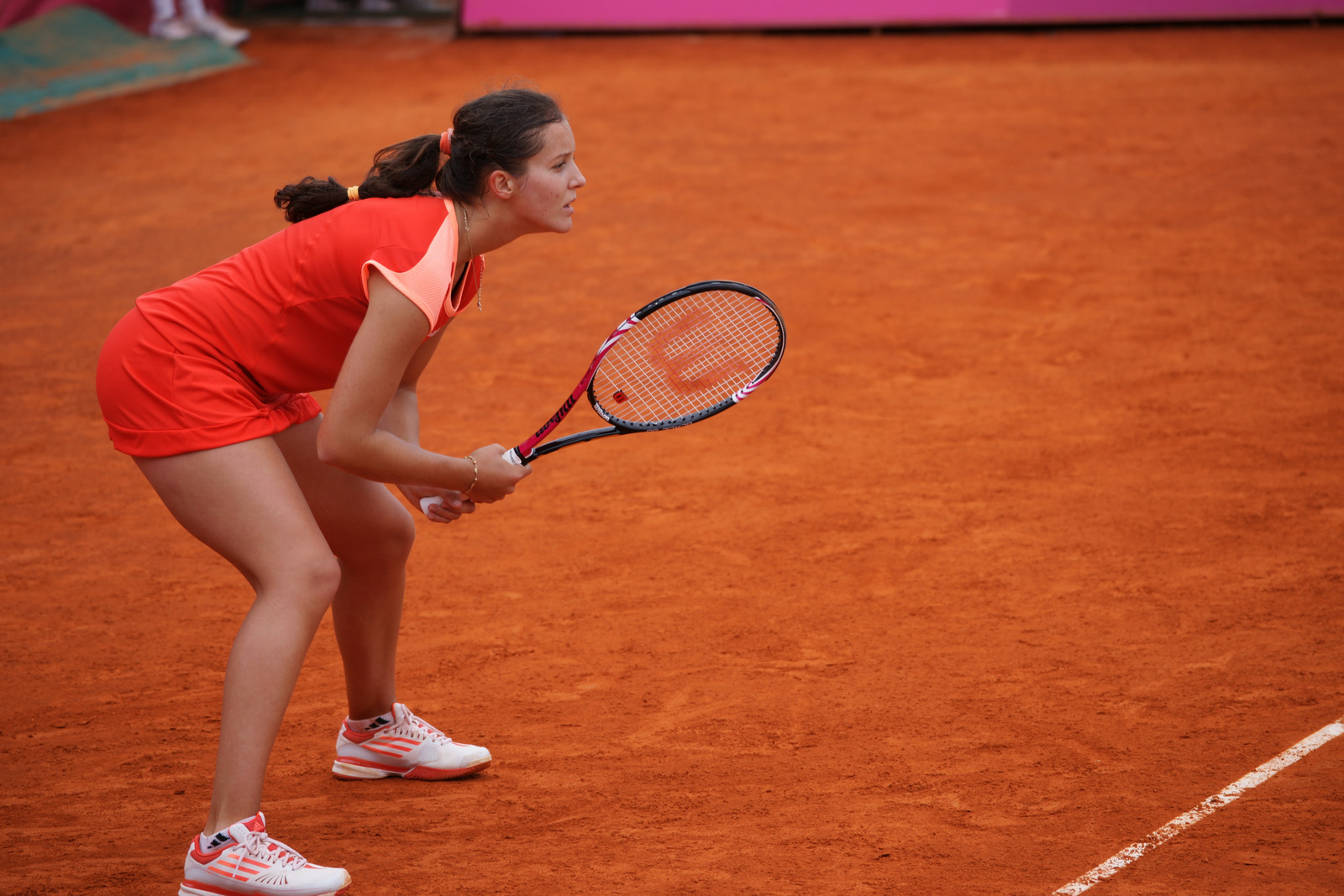
Laura Robson en el ITF de Cagnes-sur-Mer.

En el tercer mes del año, participó de los torneos categoría Premier Mandatory de Indian Wells y Miami, del ITF de $25.000 en Clearwater y del ITF de $50.000 en Osprey, con resultados poco alentadores. Cayó en la primera ronda de la fase de clasificación del primer torneo Mandatory frente a Casey Dellacqua en sets corridos y en la segunda ronda de la fase de clasificación en Miami frente a Melinda Czink también en dos sets. En los ITF perdió en segunda ronda en Clearwater al caer con la tenista china Zhang Shuai y en primera ronda en Osprey frente a Eugenie Bouchard.
Le siguieron participaciones en los torneos de Copenhague donde cayó en primera ronda ante Jelena Jankovic, en el ITF de $25.000 de Chiasso donde llegó hasta los cuartos de final y en el ITF de $100.000 de Cagnes-sur-Mer en donde empezó desde la fase de clasificación, para posteriormente caer en primera ronda del cuadro principal.
El 21 y 22 de abril, disputó junto a Gran Bretaña, la serie por la clasificación al Grupo Mundial II de la Fed Cup que medía a las británicas contra Suecia. En esta ocasión, Laura hizo su debut en un partido de individuales, un debut poco soñado ya que frente a Sofia Arvidsson debía evitar que Suecia cerrara la serie para alcanzar el cupo del Grupo Mundial II, lo que le ponía una inmensa presión. Sin embargo y a pesar de protagonizar un maratónico partido de más de 2 horas, terminó acabando con la oportunidad de Gran Bretaña de acceder al siguiente grupo, al caer por parciales de 3-6, 6-1 y 4-6, partido en el cual Laura terminó en lágrimas.
En París terminó de debutar en los cuatro torneos de Grand Slam, al jugar en el cuadro principal de Roland Garros 2012. Comenzó desde la fase de clasificación, en donde venció a Estrella Cabeza Candela y a Laura Thorpe, a ambas en dos sets. En la última ronda de la fase caería en tres sets ante Karolína Plíšková, pero por la baja de Silvia Soler, accedió al último cuadro principal de Grand Slam que le faltaba en calidad de Lucky Loser (perdedora con suerte). Sin embargo caería fácilmente ante Anabel Medina por 2-6 y 1-6.
La temporada de césped de Laura fue de buenos y malos resultados. Llegó a segunda ronda en el ITF de $75.000 en Nottingham al caer ante Anne Keothavong, pero en dobles del mismo torneo llegó a la final junto a Heather Watson, con la cual cayó ante Eleni Daniilidou y Casey Dellacqua en sets corridos. En el Torneo de Birmingham llegó hasta segunda ronda donde cayó derrotada ante Marina Erakovic en tres sets y en el Torneo de Eastbourne derrotó entre las rivales a su compatriota Elena Baltacha y a Bojana Jovanovski en la fase de clasificación para acceder al cuadro principal. Allí venció en primera ronda a María José Martínez Sánchez en tres sets, pero luego caería contra Yekaterina Makarova por 4-6 y 5-7. En Wimbledon 2012 y mediante una invitación, Laura accedió por cuarta vez consecutiva al cuadro principal del Grand Slam británico, donde se midió frente a Francesca Schiavone cayendo en tres disputados sets.
Robson tendría su primera gran participación en un torneo WTA en el Torneo de Palermo en el mes de julio. Allí inició desde el cuadro principal donde en primera ronda venció a Valentyna Ivakhnenko en dos sets y en segunda a la italiana Roberta Vinci, sembrada número dos del torneo y número 27 del mundo por parciales de 6-3 y 7-5, lo que marcó la primera victoria de Laura sobre una jugadora del Top 30 y su primer cuartos de final alcanzado. En cuartos de final, venció a Carla Suárez en tres sets y alcanzó por primera vez una semifinal, instancia en la que cayó contra Barbora Záhlavová-Strýcová por 6-2, 5-7 y 2-6. Sin embargo, en su siguiente torneo contrastó todo lo hecho en Palermo, cayendo en primera ronda del Torneo de Båstad ante Anabel Medina en sets corridos.

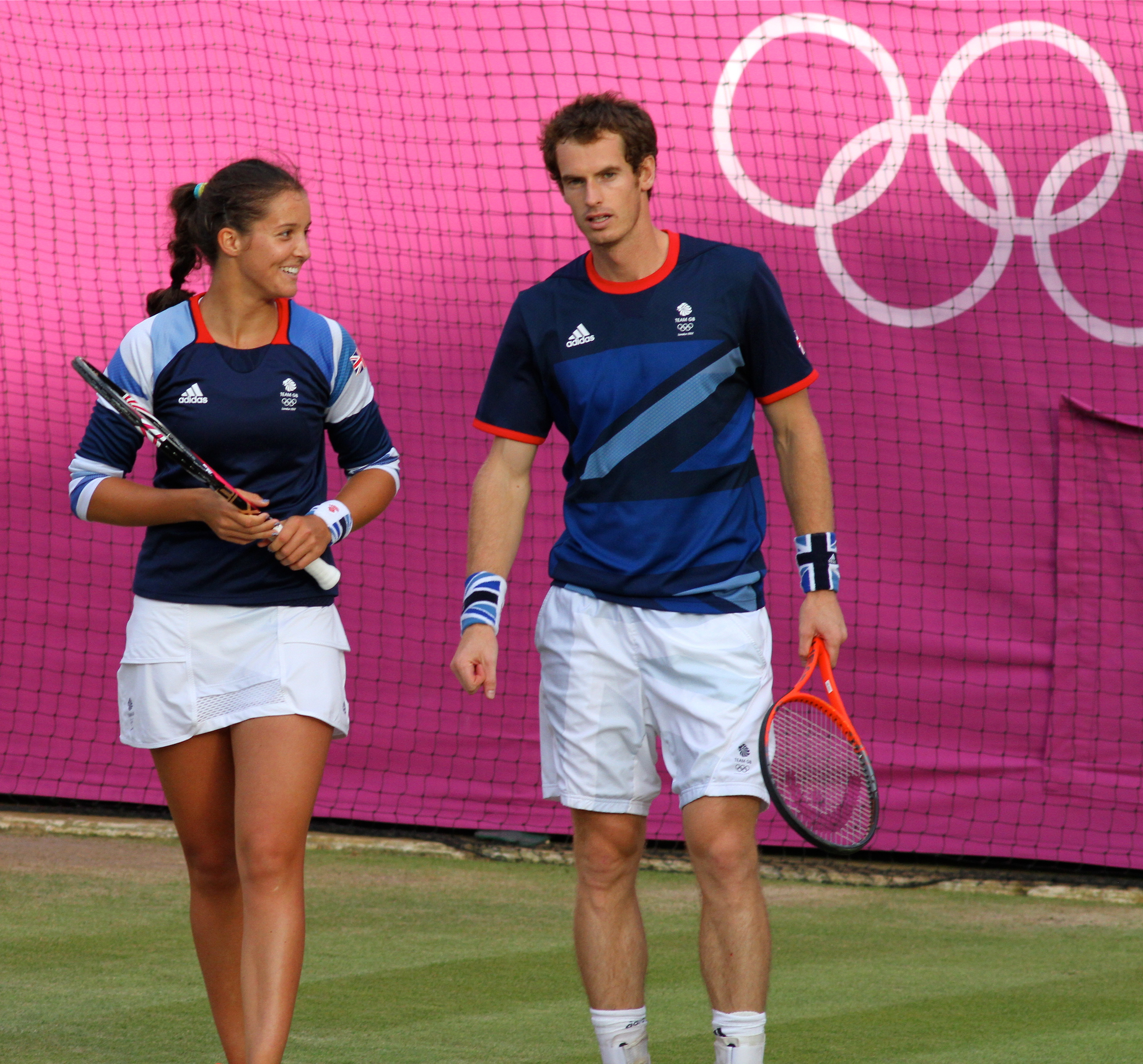
Laura Robson y Andy Murray en los Juegos Olímpicos de Londres 2012.

Su mejor momento en el año llegó durante el torneo de tenis de los Juegos Olímpicos de Londres que se realizó en el All England Club, sede en donde se realiza el Campeonato de Wimbledon. Participó en la Categoría Femenina del Tenis en los Juegos Olímpicos donde había sido asignada como alternativa pero que al final terminó ingresando en el cuadro principal. Venció en primera ronda a Lucie Šafářová por 7-6 (4) y 6-4 pero cayó en la segunda ante María Sharápova por 6-7 (5) y 3-6. También participó en la Categoría de Dobles Femenino del Tenis en los Juegos Olímpicos junto a Heather Watson, con la que cayó en primera ronda frente a la pareja alemana conformada por Angelique Kerber y Sabine Lisicki en tres sets. Sin embargo en la Categoría de Dobles Mixtos del Tenis en los Juegos Olímpicos en el cual participó junto a Andy Murray, corrió distinta suerte. En primera ronda vencieron a la pareja de República Checa conformada por Lucie Hradecka y Radek Štěpánek en un desempate y en cuartos de final derrotaron a la pareja australiana compuesta por Samantha Stosur y Lleyton Hewitt también en un desempate. En las semifinales triunfaron sobre el dúo de Alemania formado por Sabine Lisicki y Christopher Kas en el cual necesitaron nuevamente del criterio de desempate y con el que se aseguraron una medalla para Gran Bretaña. En la final cayeron derrotados ante la pareja bielorrusa formada por Victoria Azarenka y Max Mirnyi en un ajustado partido que finalizó 6-2, 3-6 y 8-10. Aunque no lograron llevarse la medalla oro, consiguieron la medalla de plata, la segunda para Gran Bretaña en el tenis olímpico.
Luego de conseguir la presea de plata, Laura participó en el torneo de Cincinnati y en el Torneo de New Haven, cayendo en la segunda ronda de clasificación y en primera ronda respectivamente.

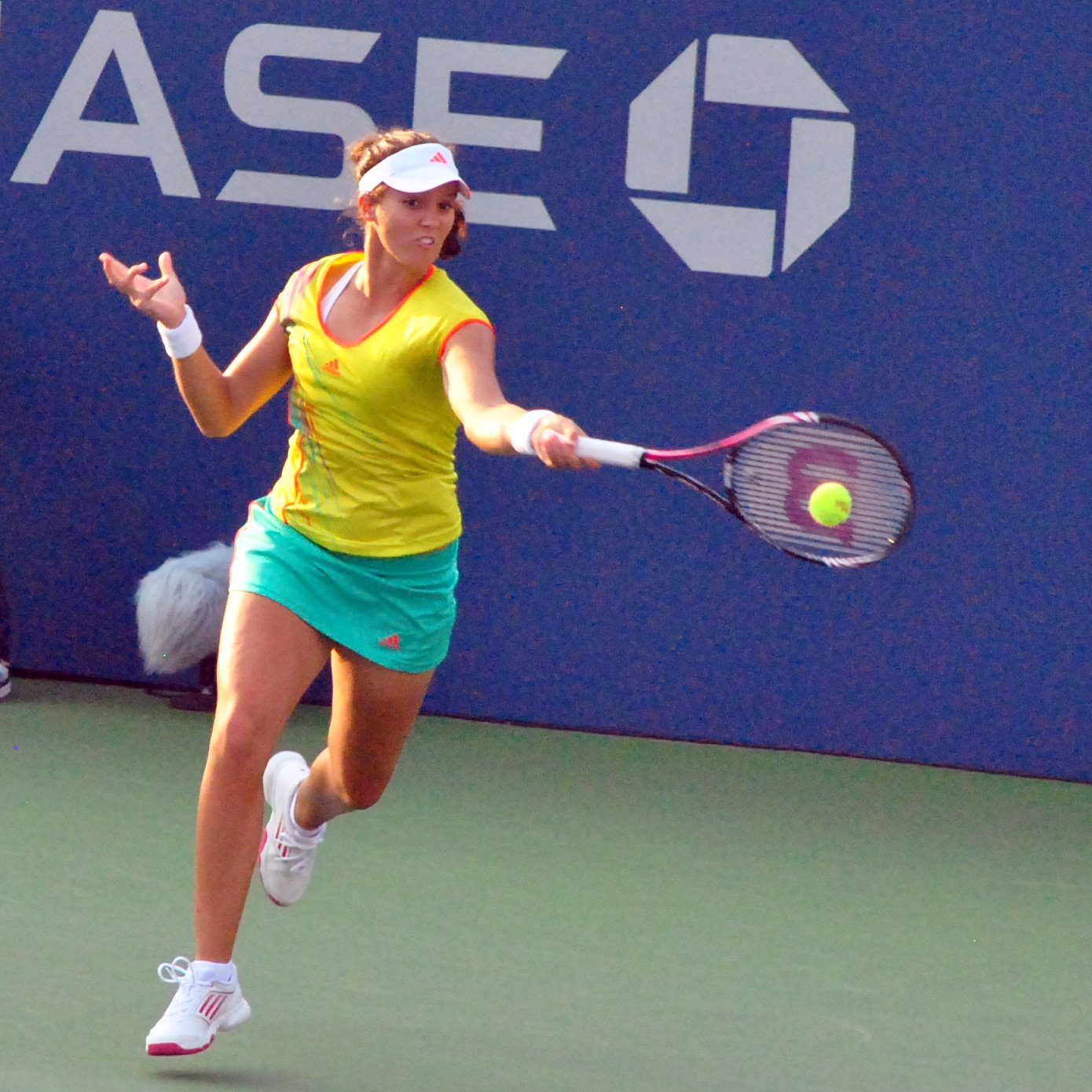
Laura Robson en el Abierto de los Estados Unidos 2012 donde obtendría grandes victorias.

Seguido del torneo de New Haven comenzaba el último Grand Slam de la temporada, el Abierto de Estados Unidos 2012, que se convirtió en el primer Grand Slam en el que Robson accede al cuadro principal sin invitación y sin pasar por la fase de clasificación. Allí debutó con una victoria sobre la estadounidense Samantha Crawford en dos sets. En segunda ronda se topó con Kim Clijsters, ex número 1 y que había anunciado que el Abierto de Estados Unidos del 2012 iba a ser su último torneo. Ambas jugaron un gran partido que se definió en dos sets con desempate en cada uno de ellos, quedando los parciales en 7-6 (4) y 7-6 (5). Robson se terminó imponiendo sobre la belga, excampeona del certamen en 2005, 2009 y 2010, lo que se convirtió en su primera victoria ante una ex número 1 del mundo, cortando de paso una racha de 22 victorias consecutivas de Clijsters en la cita estadounidense y produciendo el adiós de Kim del tenis individual (ya que jugó después en dobles femenino y mixto donde terminó su carrera). Con una gran victoria como antecedente llegó a la tercera ronda del torneo donde se midió ante la novena preclasificada y campeona del Torneo de Roland Garros 2011, la china Na Li. Nuevamente Laura jugó un gran partido, sacó su mejor tenis y logró vencerla por 6-4, 6-7 (5) y 6-2. Así conseguía su primera victoria sobre una jugadora Top 10 y ante la victoria sobre Clijsters y Li, fue apodada la Matagigantes causando sensación en todo el mundo. Su sueño terminaría al caer frente a Samantha Stosur, campeona defensora del torneo y preclasificada número siete por parciales de 4-6 y 4-6. Después de su participación Laura fue catalogada como una firme candidata a tenista de elite y como la esperanza del tenis británico.
Con la inspiración y la racha del Abierto de los Estados Unidos llegó al Torneo de Cantón en China. En primera ronda se enfrentó a María Teresa Torró Flor la cual se retiró cuando Robson la vencía por 6-2 y 3-1 y en segunda ronda venció a la local Jie Zheng por un doble 6-3. En cuartos de final se midió nuevamente a una jugadora local, Shuai Peng a la que venció por 7-5, 5-7 y 6-2 para acceder a semifinales. Allí se enfrentó a la rumana Sorana Cirstea a la que venció por 6-4 y 6-2 para convertirse en la primera británica en 22 años en acceder a la final de un torneo de la WTA. Sin embargo, se quedó a las puertas de hacer historia para el tenis británico, ya que en la final del torneo cayó ante Su-Wei Hsieh por 3-6, 7-5 y 4-6, partido en el cual Robson levantó 5 puntos de partido en el segundo set cuando iba 3-5, levantó 16 de 22 puntos de quiebre en contra y desaprovechó una ventaja de 3-0 en el tercer set, cuando la taiwanesa ganó 5 juegos consecutivos, para luego ganar ambas sus servicios, lo que al final le dio la victoria a la asiática. Dos semanas después participó en el Torneo de Pekín, en donde viniendo desde la clasificación, se hizo espacio en el cuadro principal. Allí derrotó a Kimiko Date-Krumm por un doble 6-4 en primera ronda, aunque en la siguiente cayó frente a Lourdes Domínguez por 5-7 y 3-6.
Siguiendo la gira asiática, disputó el Torneo de Osaka en donde alcanzó los cuartos de final sin perder un solo set. Allí, se enfrentó a la taiwanesa Chang Kai-chen con la que cayó por 4-6, 6-3 y 6-7 (4). Cabe destacar que en este torneo, su compatriota Heather Watson se convirtió en la primera británica en alzarse con un título WTA en 24 años, oportunidad que Laura desperdició al caer en la final del Torneo de Cantón.
Robson terminó su temporada 2012 con buenas sensaciones y con un gran desarrollo tenístico, que le permitió escalar más de 70 posiciones con respecto a la posición final de la temporada anterior. También disputó los cuadros principales de los cuatro Grand Slams obteniendo la mejor participación en su carrera en este tipo de torneos, concretamente en el Abierto de los Estados Unidos donde alcanzó la cuarta ronda, disputó una final de un torneo WTA y tuvo grandes victorias ante grandes jugadoras, como Roberta Vinci, Kim Clijsters y Li Na, obteniendo ante esta última su primera victoria frente a una Top Ten. Además fue elegida por la WTA como "La Jugadora Revelación del Año" gracias a su gran segundo semestre.
 Terminó en el puesto 53 de la clasificación de la WTA con un balance de 34 victorias y 25 derrotas.

### 2013
Laura empezó la temporada en los torneos asiático-oceánicos de Shenzhen en China y Hobart en Australia. En el primero tuvo un debut auspicioso al derrotar a la rumana Edina Gallovits-Hall por 6-2 y 6-1, sin embargo, en la segunda ronda caería ante la también rumana Monica Niculescu por parciales de 2-6 y 3-6, despidiéndose del torneo. En la segunda cita tuvo aún un peor desempeño al caer tempranamente en primera ronda frente a la estadounidense Sloane Stephens por un marcador de 4-6 y 6-7 (4).
Su siguiente torneo fue el Abierto de Australia 2013, cita en la cual entró por primera vez de manera directa a un cuadro principal del Grand Slam australiano. En primera ronda se midió ante Melanie Oudin y al igual que en la temporada pasada, salió victoriosa por parciales de 6-2 y 6-3. En segunda ronda daría una de las grandes sorpresas del torneo al enfrentarse a la octava preclasificada, campeona de Wimbledon 2011 y semifinalista de la anterior versión del Abierto de Australia, la checa Petra Kvitova. Mientras que el primer set fue todo de la checa, el segundo fue todo para la británica. En la definición del tercero, Kvitova llegó a disponer de una ventaja de 3-0, pero Laura se recuperó e igualó las acciones hasta llegar al 5-5. En el undécimo juego, la británica quebró el servicio de la checa, pero al momento de sacar para el partido, Petra le devolvió el quiebre alargando el partido. Ambas mantuvieron sus servicios hasta que en el 9-9, Robson volvió a quebrar y con el 10-9 a su favor, Laura cerró un partido lleno de errores no forzados y dobles faltas, obteniendo la victoria por parciales de 2-6, 6-3 y 11-9 en 3 horas exactas de juego, consolidando además, se segunda victoria ante una tenista Top 10. Sin embargo, su transitar por el primer Grand Slam de la temporada terminó en tercera ronda, al caer nuevamente ante Sloane Stephens por parciales de 5-7 y 3-6, en un partido en el cual tuvo que ser atendida por molestias físicas en el hombro durante el primer set.

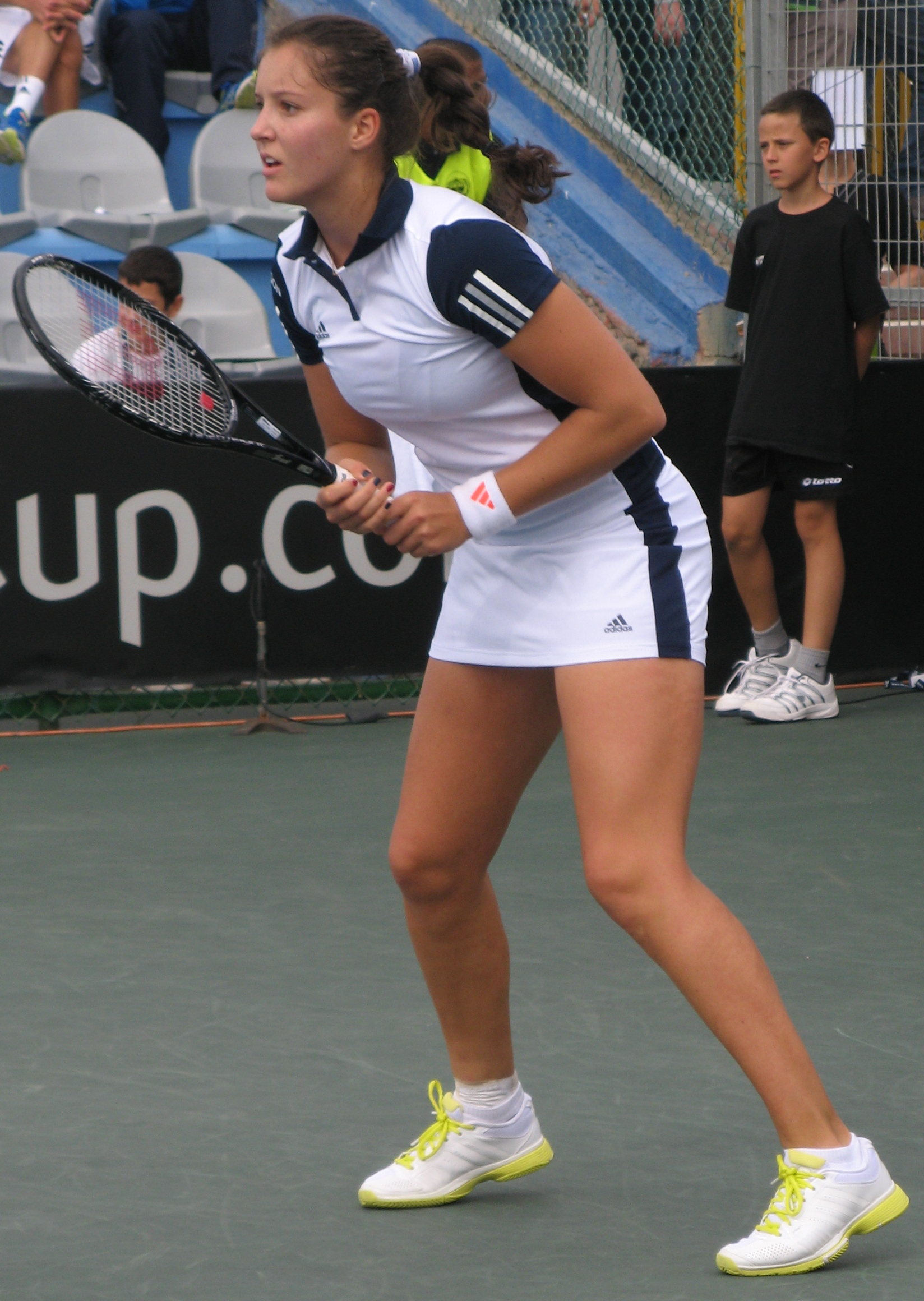
Laura Robson frente a Portugal por la Fed Cup.

Posterior al Abierto de Australia, Robson fue seleccionada por segundo año consecutivo para representar a Gran Bretaña en la Fed Cup 2013, nuevamente en el Grupo I de la Zona Europa/África donde el equipo británico quedó encuadrado en el Grupo B junto a Bosnia y Herzegovina, Portugal y Hungría. En el primer cruce, frente a las bosnias, Laura sólo disputó el encuentro de dobles donde junto a Johanna Konta, ganaron en set corridos y cerraron la serie por 3-0. Contra las portuguesas, jugó tanto en individuales como en dobles junto a Heather Watson, ganando por 6-2 y 6-1 ambos partidos dejando la serie 2-1. En la última serie del grupo nuevamente jugó en individuales y dobles junto a Konta, ganando el primero y perdiendo el segundo, ambos en tres sets dejando la llave 2-1. Al ganar Gran Bretaña todas las series de su grupo, se ganó la oportunidad de disputar frente a Bulgaria la posibilidad de jugar para acceder al repechaje por un cupo al Grupo Mundial II. Frente a las búlgaras, cerraron fácilmente la serie con un 2-0, uno de esos puntos gracias a una victoria de Robson en sets corridos y ganando la posibilidad de jugar por el acceso frente a Argentina.
Los siguientes torneos de Laura no fueron del todo buenos, mermados principalmente por una infección en el pecho que según sus declaraciones, la venía afectando desde Londres 2012 pero que en el mes de febrero la aquejaron de una manera importante. En la segunda mitad del mes mencionado, disputó los torneos de Doha y Dubái. En el primero cayó estrepitosamente ante Daniela Hantuchová por 4-6 y 1-6 mientras que en el segundo cayó ante la ascendente promesa kazaja Yulia Putintseva por parciales de 4-6, 6-2 y 6-7 (6).
En el mes de marzo disputó por primera vez los cuadros principales de los Premier Mandatory de Indian Wells y Miami. En el primero no pudo evitar cortar la mala racha de los últimos torneos y cayó en primera ronda ante Sofia Arvidsson en un partido que estuvo muy cerca de ganar, por parciales de 6-2, 6-7 (2) y 1-6. En Miami, logró por fin cortar la mala racha al ganar ante la italiana Camila Giorgi en tres sets, sin embargo en la ronda siguiente cayó ante la francesa Alize Cornet por parciales de 7-5, 5-7 y 1-6 en un partido interrumpido en varias ocasiones por la lluvia y por problemas en la iluminación y en el cual perdió la oportunidad de volver a ser la tenista número 1 de Gran Bretaña por sobre Heather Watson.

## Estilo de juego
Laura es zurda y golpea con un revés a dos manos. Uno de sus puntos fuertes es su dominante servicio, apoyado por su altura de 1.80 metros y una musculatura desarrollada para alcanzar velocidades en su saque de hasta 183 kilómetros por hora, además de tener variantes que le permiten sacar servicios planos y con efectos abiertos, algo característico de las zurdas. Su altura también le permite llegar a bolas donde otras generalmente no pueden y alargarse para alcanzar esas bolas. Pero su juego no sólo se basa en la potencia de su servicio, ya que tiene un golpe de derecha excelente y es desequilibrante cuando puede pegar plano. Además posee un aceptable revés a dos manos, que es la faceta en donde más rápidamente ha ido mejorando.
Los puntos débiles más notorios que ha venido trayendo son sus limitados movimientos laterales, su falta de determinación para cerrar partidos o aprovechar oportunidades y ventajas importantes además de un considerable número de errores no forzados que estadísticamente lastraban su juego, pero con el paso del tiempo ha ido madurando psicológicamente, lo que ha limitado sus errores.
A pesar de eso, ha tenido muy buenas críticas durante su carrera. Para el legendario Pat Cash, Laura es un "talento especial" que "parecería tener todo para progresar" y para Samantha Smith, exjugadora británica, "ella no tiene ninguna debilidad en absoluto". Sus colegas también opinan. Ana Ivanovic, ganadora de Roland Garros 2008, comentó hace un tiempo: "(Robson) le pega duro a la bola, muy duro". y Serena Williams, multicampeona de Grand Slams declaró que es una jugadora completa.

## Juegos Olímpicos

### Medallero Dobles Mixto

#### Medalla de plata
| Año  | Torneo              | Superficie | Pareja      | Oponentes en la final        | Resultado        |
| ---- | ------------------- | ---------- | ----------- | ---------------------------- | ---------------- |
| 2012 | JJ.OO. Londres 2012 | Hierba     | Andy Murray | Victoria Azarenka Max Mirnyi | 6-2, 3-6, [8-10] |

## Títulos WTA (0; 0+0)

### Individuales
| Leyenda                    |
| -------------------------- |
| Grand Slam (0)             |
| Juegos Olímpicos (0)       |
| WTA Tour Championships (0) |
| Premier Mandatory (0)      |
| Premier 5 (0)              |
| Premier (0)                |
| International (0)          |

#### Finalista (1)
| N.º | Fecha                    | Torneo    | Superficie | Oponente en la final | Resultado     |
| --- | ------------------------ | --------- | ---------- | -------------------- | ------------- |
| 1.  | 22 de septiembre de 2012 | Guangzhou | Dura       | Su-Wei Hsieh         | 3-6, 7-5, 4-6 |

### Dobles
| Leyenda                    |
| -------------------------- |
| Grand Slam (0)             |
| Juegos Olímpicos (0)       |
| WTA Tour Championships (0) |
| Premier Mandatory (0)      |
| Premier 5 (0)              |
| Premier (0)                |
| International (0)          |

#### Finalista (2)
| N.º | Fecha               | Torneo     | Superficie | Pareja       | Oponentes en la final            | Resultado        |
| --- | ------------------- | ---------- | ---------- | ------------ | -------------------------------- | ---------------- |
| 1.  | 31 de marzo de 2013 | Miami      | Dura       | Lisa Raymond | Nadia Petrova Katarina Srebotnik | 1-6, 6-7(2)      |
| 2.  | 18 de junio de 2017 | Nottingham | Hierba     | Jocelyn Rae  | Monique Adamczak Storm Sanders   | 4-6, 6-4, [4-10] |

## Títulos ITF

### Individuales (1)
| Leyenda: Títulos-Finales  |
| ------------------------- |
| Torneos de $100,000 (0-0) |
| Torneos de $75,000 (0-0)  |
| Torneos de $50,000 (0-0)  |
| Torneos de $25,000 (0-1)  |
| Torneos de $10,000 (1-0)  |

| Finales por superficie |
| ---------------------- |
| Dura (1–1)             |
| Tierra batida (0–0)    |
| Césped (0–0)           |
| Carpeta (0–0)          |

| Resultado | N.º | Fecha                  | Torneo                    | Superficie | Oponente         | Marcador      |
| --------- | --- | ---------------------- | ------------------------- | ---------- | ---------------- | ------------- |
| Campeona  | 1.  | 3 de noviembre de 2008 | Sunderland 2, Reino Unido | Dura       | Samantha Vickers | 6-3, 6-2      |
| Finalista | 1.  | 11 de julio de 2011    | Woking, Reino Unido       | Dura       | Johanna Konta    | 4-6, 1-1 ret. |

### Dobles (0)
| Leyenda: Títulos-Finales  |
| ------------------------- |
| Torneos de $100,000 (0-0) |
| Torneos de $75,000 (0-1)  |
| Torneos de $50,000 (0-0)  |
| Torneos de $25,000 (0-0)  |
| Torneos de $10,000 (0-0)  |

| Finales por superficie |
| ---------------------- |
| Dura (0–0)             |
| Tierra batida (0–0)    |
| Césped (0–1)           |
| Carpeta (0–0)          |

| Resultado | N.º | Fecha              | Torneo                  | Superficie | Compañera      | Oponentes                        | Marcador |
| --------- | --- | ------------------ | ----------------------- | ---------- | -------------- | -------------------------------- | -------- |
| Finalista | 1.  | 9 de junio de 2012 | Nottingham, Reino Unido | Hierba     | Heather Watson | Eleni Daniilidou Casey Dellacqua | 4-6, 2-6 |

## Copa Hopman
| Resultado | N.º | Fecha                | Torneo           | Superficie | Compañero   | Oponentes                                 | Marcador |
| --------- | --- | -------------------- | ---------------- | ---------- | ----------- | ----------------------------------------- | -------- |
| Finalista | 1.  | 9 de febrero de 2010 | Perth, Australia | Dura (i)   | Andy Murray | María José Martínez Sánchez Tommy Robredo | 1-2      |

## Tabla Histórica

### Individuales
| Grand Slam             |              |              |              |              |              |              |              |       |     |     |
| Abierto de Australia   | A            | Q2           | A            | 1R           | 3R           | 1R           | A            | 0/3   | 2-3 | 40% |
| Roland Garros          | A            | A            | A            | 1R           | 1R           | A            | A            | 0/2   | 0-2 | 0%  |
| Wimbledon              | 1R           | 1R           | 2R           | 1R           | 4R           | A            | 1R           | 0/6   | 4-6 | 40% |
| Abierto de los EE. UU. | Q3           | Q3           | 2R           | 4R           | 3R           | A            | 1R           | 0/4   | 6–4 | 60% |
| Total G-P              | 0-1          | 0-1          | 2-2          | 3-4          | 7-4          | 0-1          | 0-2          | 12-15 | 44% |     |
| Juegos Olímpicos       |              |              |              |              |              |              |              |       |     |     |
|                        | No Celebrado | No Celebrado | No Celebrado | 2R           | N C          | N C          | N C          | 0/1   | 1-1 | 50% |
| WTA Premier Mandatory  |              |              |              |              |              |              |              |       |     |     |
| Indian Wells           | A            | A            | A            | Q1           | 1R           | A            | A            | 0/1   | 0-1 | 0%  |
| Miami                  | A            | A            | A            | Q2           | 2R           | A            | A            | 0/1   | 1-1 | 50% |
| Madrid                 | A            | A            | A            | A            | 3R           | A            | A            | 0/1   | 2-1 | 66% |
| Pekín                  | A            | A            | 1R           | 2R           | 2R           | A            |              | 0/3   | 2-3 | 40% |
| Total G-P              | 0-0          | 0-0          | 0-1          | 1-1          | 2-3          | 0-0          | 0-0          | 3-5   | 37% |     |
| WTA Premier 5          |              |              |              |              |              |              |              |       |     |     |
| Dubái                  | A            | A            | A            | No Premier 5 | No Premier 5 | No Premier 5 | No Premier 5 | 0/1   | 0-1 | 0%  |
| Doha                   | No Premier 5 | No Premier 5 | No Premier 5 | Q1           | 1R           | A            | A            | 0/1   | 0-1 | 0%  |
| Roma                   | A            | A            | A            | A            | 2R           | A            | A            | 0/1   | 1-1 | 50% |
| Canadá                 | A            | A            | A            | A            | A            | A            | A            | 0/0   | 0-0 | 0%  |
| Cincinnati             | A            | A            | Q1           | Q2           | A            | A            | A            | 0/0   | 0-0 | 0%  |
| Tokio                  | A            | 1R           | 2R           | A            | 1R           | A            |              | 0/3   | 1-3 | 25% |
| Total G-P              | 0-0          | 0-1          | 1-1          | 0-0          | 1-3          | 0-0          | 0-0          | 2-5   | 28% |     |

## Grand Slams Junior

### Individuales (1)
| Resultado | Fecha               | Campeonato           | Superficie | Oponente                | Marcador final |
| --------- | ------------------- | -------------------- | ---------- | ----------------------- | -------------- |
| Campeona  | 3 de julio de 2008  | Wimbledon            | Hierba     | Noppawan Lertcheewakarn | 6-3, 3-6, 6-1  |
| Finalista | 31 de enero de 2009 | Abierto de Australia | Dura       | Ksenia Pervak           | 3-6, 1-6       |
| Finalista | 30 de enero de 2010 | Abierto de Australia | Dura       | Karolína Plíšková       | 1-6, 6-7(5)    |